# Finestres gòtiques de la casa al carrer Major (Pineda de Mar)
Finestres gòtiques de la casa al carrer Major és una obra de Pineda de Mar (Maresme) inclosa a l'Inventari del Patrimoni Arquitectònic de Catalunya.

## Descripció
Finestres disposades simètricament a una construcció aliena. Les finestres devien pertànyer a una construcció anterior, al mateix emplaçament. Les dues finestres laterals del primer pis són d'estil purament gòtic tardà. La més petita és posterior i molt més simple.